# Sigmatineurum meaohi
Sigmatineurum meaohi är en tvåvingeart som beskrevs av Neal L. Evenhuis 1997. Sigmatineurum meaohi ingår i släktet Sigmatineurum och familjen styltflugor. Inga underarter finns listade i Catalogue of Life.